# Fort Sint-Marcus (Zuiddorpe)
Het Fort Sint Marcus was een fort dat was gelegen nabij de huidige buurtschap De Muis, 1 km ten noorden van Zuiddorpe, bij het noordelijke einde van de Sint-Marcusstraat.
Het fort werd in 1586 aangelegd door de Spaansgezinden. Het was een groot, vierkant fort, voorzien van vier bolwerken en een middenplein. Het was opgenomen in de Linie van Communicatie tussen Hulst en Sas van Gent. In 1645 kwam het fort in Staatse handen. Weldra verloor het zijn militaire betekenis en in 1673 moest men het fort verlaten en werd het aan de golven prijsgegeven.
Wat er nog over was van het fort werd later afgegraven. Tegenwoordig is het niet meer in het landschap herkenbaar, maar een knik in de Blijpolderse dijk geeft waarschijnlijk aan waar de omwalling moet hebben gelegen.
Nabijgelegen forten aan de linie zijn: Fort Sint-Gelein, Fort Sint-Jan en Fort Sint-Joseph.